# Hayden (Indiana)
Hayden es un lugar designado por el censo ubicado en el condado de Jennings en el estado estadounidense de Indiana. En el Censo de 2010 tenía una población de 521 habitantes y una densidad poblacional de 81,31 personas por km².

## Geografía
Hayden se encuentra ubicado en las coordenadas 38°58′17″N 85°44′20″O / 38.97139, -85.73889. Según la Oficina del Censo de los Estados Unidos, Hayden tiene una superficie total de 6.41 km², de la cual 6.41 km² corresponden a tierra firme y (0%) 0 km² es agua.

## Demografía
Según el censo de 2010, había 521 personas residiendo en Hayden. La densidad de población era de 81,31 hab./km². De los 521 habitantes, Hayden estaba compuesto por el 97.5% blancos, el 0.77% eran afroamericanos, el 0.38% eran amerindios, el 0.19% eran asiáticos, el 0% eran isleños del Pacífico, el 0.58% eran de otras razas y el 0.58% pertenecían a dos o más razas. Del total de la población el 2.69% eran hispanos o latinos de cualquier raza.